# Pseudepipona ushinskii
Pseudepipona ushinskii är en stekelart som först beskrevs av Kostylev 1940.  Pseudepipona ushinskii ingår i släktet Pseudepipona och familjen Eumenidae. Inga underarter finns listade i Catalogue of Life.